# بوب باترسون
بوب باترسون (21 أبريل 1932 بكانساس سيتي في الولايات المتحدة - 7 نوفمبر 2018 في الولايات المتحدة) (بالإنجليزية: Bob Patterson)‏ هو لاعب كرة سلة أمريكي في مركز هجوم صغير الجسم. لعب مع Tulsa Golden Hurricane ‏.

## وصلات خارجية
- بوب باترسون على موقع سبورتس رفرنس (الإنجليزية)
- بوب باترسون على موقع كلية كرة السلة في سبورتس رفرنس.كوم (الإنجليزية)
- بوب باترسون على موقع ريلجم (الإنجليزية)